# عزلة زبيد (إب)
عزلة زبيد هي إحدى عزل مديرية السبرة في محافظة إب اليمنية ويبلغ تعداد سكانها 7436 نسمة حسب التعداد السكاني في اليمن لعام 2004.
عزلة زُبيد (إب) هي إحدى عزل مديرية السبرة التابعة لـمحافظة إب في الجمهورية اليمنية. تقع إلى الجنوب الشرقي من مدينة إب على بُعد نحو 25 كم.

## الموقع الجغرافي
يحد عزلة زُبيد:
- من الشمال: عزلة بني عاطف
- من الشرق: عزلة الأحذوف (مديرية الحشاء، محافظة الضالع) ومن الشمال الشرقي عزلة الزهور السبرة اب
- من الجنوب: عزلة المساعدة
- من الغرب و الجنوب الغربي: عزلة الابروه.

## التقسيم الإداري والسكان
تتألف العزلة من مركزين سكنيين حضريين:
- زُبيد العليا:- تشمل القرى (شايب المحافير، الطور، السراجين ، الديار ، خيران ، عراسة، النجدين، المحرم، اكمة الجرين، اللجوين، الانجد، السرف، الجرف، المخراج، المحوى، منيف المصانع، المضبوت، اكمة النقاط)
- زُبيد السفلى:- تشمل القرى ( اللجع، الصدر، رباط البرير، رباط الاحزوم، المحشاش، المعزبة، العينية، اكمة القرش، خزيجة، العقاور، المشوئ، حبيل العدر، دندلة، السخي، السباعي)

حسب تعداد اليمن لعام 2004، يبلغ عدد السكان 7٬436 نسمة (3٬617 ذكور، 3٬819 إناث) في 1٬168 أسرة.

## التمثيل السياسي
تُجرى في العزلة انتخابات في دائرتين انتخابيتين: «الجرف – زُبيد» و«رباط البرير»، وهي ممثلة بعضوين في المجلس المحلي وعضو واحد في المجلس الاستشاري.

## التاريخ
شارك أبناء عزلة زُبيد في مقاومة الاحتلال العثماني في منطقة سبرة بني عاطف، واستشهد عدد من رجالاتها الدينيين والاجتماعيين. كما لعبوا دورًا بارزًا في حرب صيف 1994 (حرب الجبهات).

## المعالم التراثية
- حصن النوبة ومسجده القديم
- مسجد اللُّجَع ذي القباب الأربع
- مسجد قرية رباط البرير ذو القباب الاربع
- الصخرة العظمى في جبل نعمان.
- قرية الصدر وقلعة عنابة.
- عدد من الأضرحة التاريخية (ضريح الشيخ يوسف، ضريح الشيخ سلمان، ضريح السيد سالم)
- القفلة في جبل الكاهل المطلة على قرية المشوئ يوجد فيها اثار قرية قديمة ومسجد.
- حصن عنفوت المطل على قريتي الجرف والمخراج.

## التعليم
تضم العزلة عدداً من مدارس التعليم الأساسي والثانوي، من بينها:
- مدرسة الصديق الأساسية–الثانوية (اللُّجَع)
- مدرسة الفاروق الأساسية–الثانوية (شايب)
- مدرسة الفوز (رباط البرير)
- مدرسة الشهداء (رباط الأحزوم)
- مدرسة الأنصار (النجدين)
- مدرسة عمر بن الخطاب (الجرف)

ينهض بعض طلاب العزلة بالتعليم العالي داخلياً وخارجياً (السعودية، ماليزيا، السودان، الهند).

## الصحة
تضم العزلة عدد من المرافق الصحية:-
• الوحدة الصحية بقرية اللُجع
• المركز الصحي منطقة خزيجة زُبيد
• وحدة صحية قيد الانشاء في قرية شايب

## الزراعة والاقتصاد
يعتمد السكان على الزراعة المطرية والجوفية. من أبرز المحاصيل:
- الذرة الشامية والرفيعة
- القات
- الخضروات المحلية

شُيّد سدّ رباط الأحزوم لتحسين تخزين مياه الأمطار وتغذية الطبقات الجوفية.

## المناخ والتضاريس
- مناخ معتدل صيفاً وبارد شتاءً في المرتفعات، مصحوب بظاهرة الصقيع (الضريب).
- تضاريس متنوعة تشمل ودياناً (خيران، اللُّجَع، الرباط) وجبالاً بركانية قديمة وأعلى قمة فيها قمة جبل نعمان.

## وصلات خارجية
- دليل عزلة زُبيد – موقع يمن نا